# 楊隆演
楊 隆演（よう りゅうえん）は、十国呉の第3代王。もとの名は瀛。太祖楊行密の次男。子は楊玢。

## 生涯
天祐5年（908年）、兄の烈祖楊渥が左衙指揮使の張顥と右衙指揮使の徐温に殺害され、楊隆演が跡を継いだ。淮南節度使・東南諸道行営都統・同平章事・弘農郡王となったが、実権は張顥を殺害した徐温の手にあった。
天祐7年（910年）、中書令・呉王となった。
天祐16年（919年）、呉国王の位につき、武義と改元し、唐の年号を絶った。温厚な性格だったが、徐温父子の専横に不満を抱き、酒色にふけり食物をあまり摂らなくなったため病にかかり、武義2年（920年）に死去した。宣王と諡された。弟の楊溥が跡を継ぎ、楊溥が皇帝を称すると宣帝と諡された。廟号は高祖。